# Шихан, Джон Кларк
Джон Кларк Шихан (англ. John Clark Sheehan; 23 сентября 1915, Батл-Крик, Мичиган — 21 марта 1992, Ки-Бискейн, Флорида) — американский химик-органик, первым открывший синтетический путь к пенициллину, сыгравшему огромную роль в медицине второй половины XX века. 6-аминопенициллановая кислота, полученная на промежуточной стадии синтеза пенициллина-V, легла в основу сотен новых антибиотиков пенициллинового ряда. Исследования Шихана также коснулись алкалоидов, стероидов, пептидных антибиотиков и др.

## Ранние годы
Джон Кларк Шихан родился 23 сентября 1915 года в небольшом городе Батл-Крик, штат Мичиган, в семье спортивного редактора Лео С. Шихана и специалиста по генеалогии Флоренции Шихан. Дед Джона, Джон У. Шихан, был успешным адвокатом, и вёл деловое сотрудничество с известным политическим лидером и государственным деятелем Уильямом Дженнингсом Брайаном, представителем популистского крыла Демократической партии США. Дед Джона по материнской линии, Натаниэль Й. Грин, занимал должность управляющего банком, был таксидермистом-любителем и имел большую коллекцию птиц. Натаниэль Грин сыграл важную роль в рождении интереса Джона к науке. Он подарил мальчику микроскоп с масляной иммерсионной линзой и познакомил с куратором местного музея, который помогал Джону в его маленьких научных проектах. Помимо этого у дедушки был телескоп, и он брал Джона на встречи местных астрономов любителей. Уже в ранние годы Джон Шихан увлекался химией и выполнял эксперименты в своей подвальной лаборатории. Сильнее всего его интересовали взрывчатые вещества и ракетостроение. Джон занимался самолётостроением, одна из его моделей с треугольным крылом даже получила первое место в соревновании на дальность полёта. Кроме этого Джон показывал успехи в различных спортивных состязаниях: в своём классе он занимал первое место по игре в марблы (marbles), был отличным игроком в йо-йо по мнению чемпиона мира по игре в йо-йо того времени, играл за школьную сборную по футболу и был финалистом конкурса бойскаутов. Джон воспитывался в семье католиков и учился в католическом лицее. Окончил городской колледж с двойным отличием по химии и политическим наукам, получил государственную стипендию и принял решение изучать химию в Мичиганском университете. Отец Джона умер в возрасте 55 лет после продолжительной борьбы с раком.

## Научная деятельность
После окончания колледжа Джон Кларк Шихан поступил в Мичиганский университет, в котором получил степень магистра (1938 год), а затем доктора (1941 год) в области органической химии. В 1940—1941 годах Шихан работал под руководством профессора Мичиганского университета Вернера Э. Бахмана над изучением метиленфенантренов и замещенных флуоренонов. Также Шиханом по заказу американского правительства был разработан проект крупномасштабного производства гексогена (циклонита) — мощного бризантного взрывчатого вещества, применяющегося в мирных и военных целях. В 1941 году Шихан был принят на должность старшего химика-исследователя в Merck&Co в Рауэе, штат Нью-джерси. Во время работы в Merck&Co под руководством Макса Тишлера, Шихан успешно развивал проекты, связанные с изучением пантотената кальция, стрептомицина, витамина B6 и др. В 1946 Джон Шихан покинул компанию и начал педагогическую карьеру в Массачусетском технологическом институте на должности доцента химии. В течение нескольких лет Шихан заработал признание за свою изобретательность в области синтетической химии, особенно за новые методы синтеза пептидных последовательностей и β-лактамов.

## Синтез пенициллина
В первой половине XX века учёными многих стран велись длительные безуспешные попытки синтеза пенициллина. Природный антибиотик, вырабатываемый плесневым грибком pода аскомицетов Penicillium, был обнаружен шотландским врачом и микробиологим сэром Александром Флемингом в 1928 году при изучении свойств стафилококков. В чистом виде пенициллин удалось выделить из плесневого грибка в 1940 году группой учёных, работавших под руководством Эрнста Бориса Чейна и Пола Джона Флори. Метод получения пенициллина из грибковой биомассы оказался трудоёмким и дорогим, и мало подходил для крупномасштабного производства. В то же время шла Вторая мировая война, на кону стояли сотни тысяч жизней раненных на фронте людей, которым были необходимы эффективные антибиотики. В 1940—1945 годах правительство США выделяло крупное финансирование исследовательским группам, разрабатывающим полный синтез пенициллина: более 20 миллионов долларов было направлено в 39 лабораторий, в которых работало около 1000 учёных, однако, их попытки не увенчались успехом. 

Structure of Penicillin V

 Несмотря на сложившееся к концу войны в химическом сообществе убеждение, что лабораторный синтез пенициллина невозможен или же невероятно сложен, Джон Шихан убеждённо взялся за эту работу. Он был уверен, что синтез пенициллина является важной проблемой, требующей решения, хотя многие его друзья скептически высказывались о реалистичности поставленной задачи. Главная синтетическая трудность заключалась в создании неустойчивого β-лактамного кольца, имеющего принципиальное значение в биологической активности антибиотика. По словам самого учёного, использование традиционных подходов к синтезу таких соединений были сродни «попыткам поставить наковальню на карточный домик». В 1957 году, спустя 9 лет после начала работы над пенициллинами, в журнале американского химического общества была опубликована статья с описанием полного синтеза пенициллина-V, одного из наиболее активных и перспективных представителей группы пенициллиновых антибиотиков. Продуктом одной из промежуточных стадий синтеза стала 6-аминопенициллановая кислота, позднее сыгравшая роль основного фрагмента для синтеза пенициллинов с различными радикалами, в том числе, не встречающимися в природе. Возможность варьировать заместители в пенициллиновом остове стала особенно важна после внедрения пенициллина в медицинскую практику, с появлением пенициллин-резистентных штаммов бактерий. Среди других областей, интересовавших Шихана, можно выделить химию алкалоидов, новые методы стереоселективного синтеза, а также изучение лабильных по отношению к свету защитных групп в органической химии.

## Конец жизни
Джон Шихан умер 21 марта 1992 от сердечной недостаточности в своём доме в небольшой деревне Ки-Бискейн, расположенной в штате Флорида, в возрасте 76 лет. У него осталась жена Мэрион М. Шихан, с которой Джон прожил в браке более 50 лет, брат Дэвид Шихан, трое детей, Джон С. Младший, Дэвид Э. и Элизабет С. Уоткинс, и шесть внуков.

## Публикации
В 1982 Джон Кларк Шихан опубликовал книгу «Зачарованное кольцо: невыразимая история пенициллина», в которой описал юридические трудности, возникшие при регистрации патента на разработанную методику синтеза пенициллина. Всего Шиханом было опубликовано около 150 работ, затрагивающих химию стероидов, алкалоидов, ароматических углеводородов, описывающих новые методы пептидного синтеза, синтеза соединений с β-лактамным кольцом, стереоселективного синтеза и др.

## Занимаемые должности и почётные степени
- с 1946 года — доцент Массачусетского технологического института
- с 1949 года — адъюнкт-профессор органической химии МТИ
- с 1952 года — профессор органической химии МТИ
- с 1953 по 1954 — офицер по связи с американским посольством в Лондоне в управлении военно-морских исследований
- с 1961 по 1965 — научный советник Джона Кеннеди и Линдона Джонсона
- с 1977 года — почётный профессор органической химии
- Член Королевского института химии в Лондоне
- Член Американского химического общества
- Член Американского института химиков
- Член Нью-Йоркской академии искусств и наук

## Почести и награды
- Премия ACS в области чистой химии (1951)
- Выборы в Национальную академию наук (1957)
- Награда Американского химического общества за творческую работу в области синтетической органической химии (1959)
- Награда Джона Скотта за изобретения, приносящие пользу человечеству (1964)
- Награда за выдающиеся достижения Мичиганского университета (1971)